# شرکت توسعه هیوندای
شرکت توسعه هیوندای (به انگلیسی: Hyundai Development Company) شرکت ساخت‌وساز کره‌ای است، که در زمینه طراحی و ساخت املاک و مستغلات، کارخانجات صنعتی، واحدهای پتروشیمی و انواع نیروگاه‌های برق، مراکز خرید، استادیوم‌های ورزشی، زیرساخت‌های شهری، پل‌ها و آزادراه‌ها، فروشگاه‌ها، پایانه‌های کشتیرانی، راه‌آهن، مراکز تجاری، ساختمان‌های مسکونی و اداری فعالیت می‌کند.
شرکت توسعه هیوندای در سال ۱۹۷۶ از ادغام بخش خانه‌سازی شرکت مهندسی و ساخت‌وساز هیوندای و یکی از شرکت‌های تابعه گروه هیوندای به‌نام هالا کانستراکشن تأسیس شد.
دفتر مرکزی این شرکت در شهر سئول، کره جنوبی قرار دارد و بخشی از سهام آن در بازار بورس کره معامله می‌شود.